# S-189 (sous-marin)
Le S-189 (russe : C-189) est un ancien sous-marin d'attaque conventionnel de la marine soviétique du Project-613B (classe Whiskey OTAN) mis en service en 1954 et décommissionné en 1990. Ce navire musée est exposé à Saint-Pétersbourg depuis 2007.

## Historique
Le sous-marin S-189 a été déposé au chantier naval de la Baltique le 31 mars 1954 et lancé le 4 septembre de la même année. Il a passé toute sa carrière dans la flotte de la Baltique. En plus des campagnes militaires, le S-189 a participé à des tests de nouveaux types d'armes sur le terrain d'entraînement du lac Ladoga en 1959. En 1968, le jour du 50e anniversaire de la marine russe, il fait une démonstration de plongée sous-marine le long de la Neva, plonge devant l'Institut des Mines et fait surface avec le lancement de fusées éclairantes au côté du croiseur lance-missiles Kirov, amarré au pont Liteiny.
En 1970-1972, il a reçu le titre d'"Excellent Ship" à trois reprises. En 1977, il a représenté son unité à la célébration de la Journée de la Marine à Moscou. En 1978, 1979 et 1982, il a été reconnu comme le meilleur navire de la formation.
En 1986, il a été mis en réserve à Kronstadt. Après avoir servi près de 35 ans, il a été retiré de la flotte en 1990 et plus tard, en 1999, a coulé dans le port marchand du port de Kronstadt en raison d'une perte de flottabilité. Jusqu'en 2005, il était au fond.

## Préservation

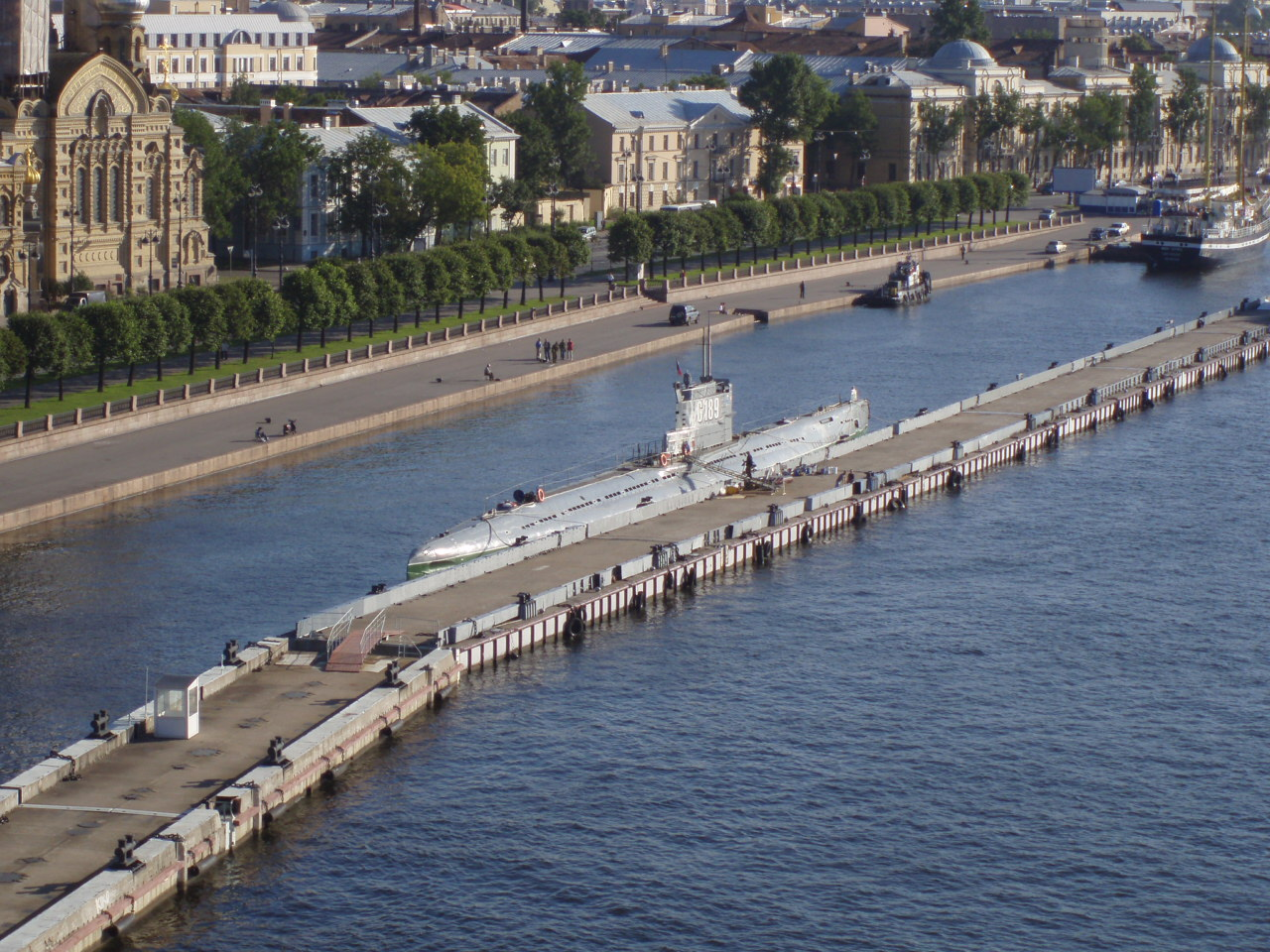
S-189 à quai sur la Neva.

En 2005, aux frais de l'homme d'affaires et ancien sous-marinier Andrei Artyushin, le sous-marin a été renfloué et amarré à l'usine Kanonersky.
Depuis 2007, il est amarré au quai du Lieutenant Schmidt à Saint-Pétersbourg en tant que monument flottant. Après la réparation et la restauration des intérieurs, un musée privé a été créé sur sa base, qui a ouvert ses portes le 18 mars 2010. L'un des premiers événements qui s'y sont déroulés a été la cérémonie d'oblitération spéciale de la carte postale, qui reproduit le tableau du peintre de marine A. Yu. Zaikin, représentant le sous-marin S-189 lors de la parade navale.

## Galerie

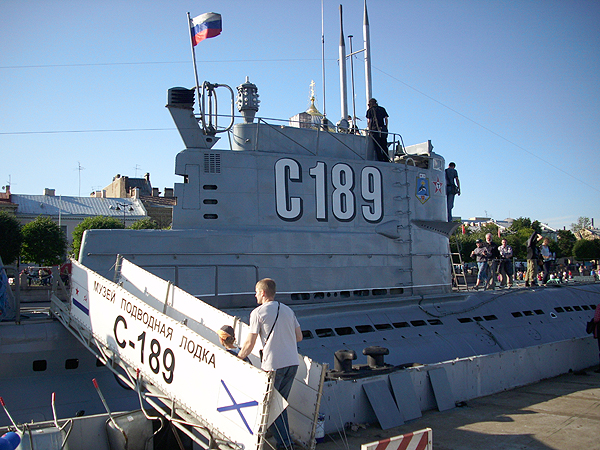
Le S-189 en 2009
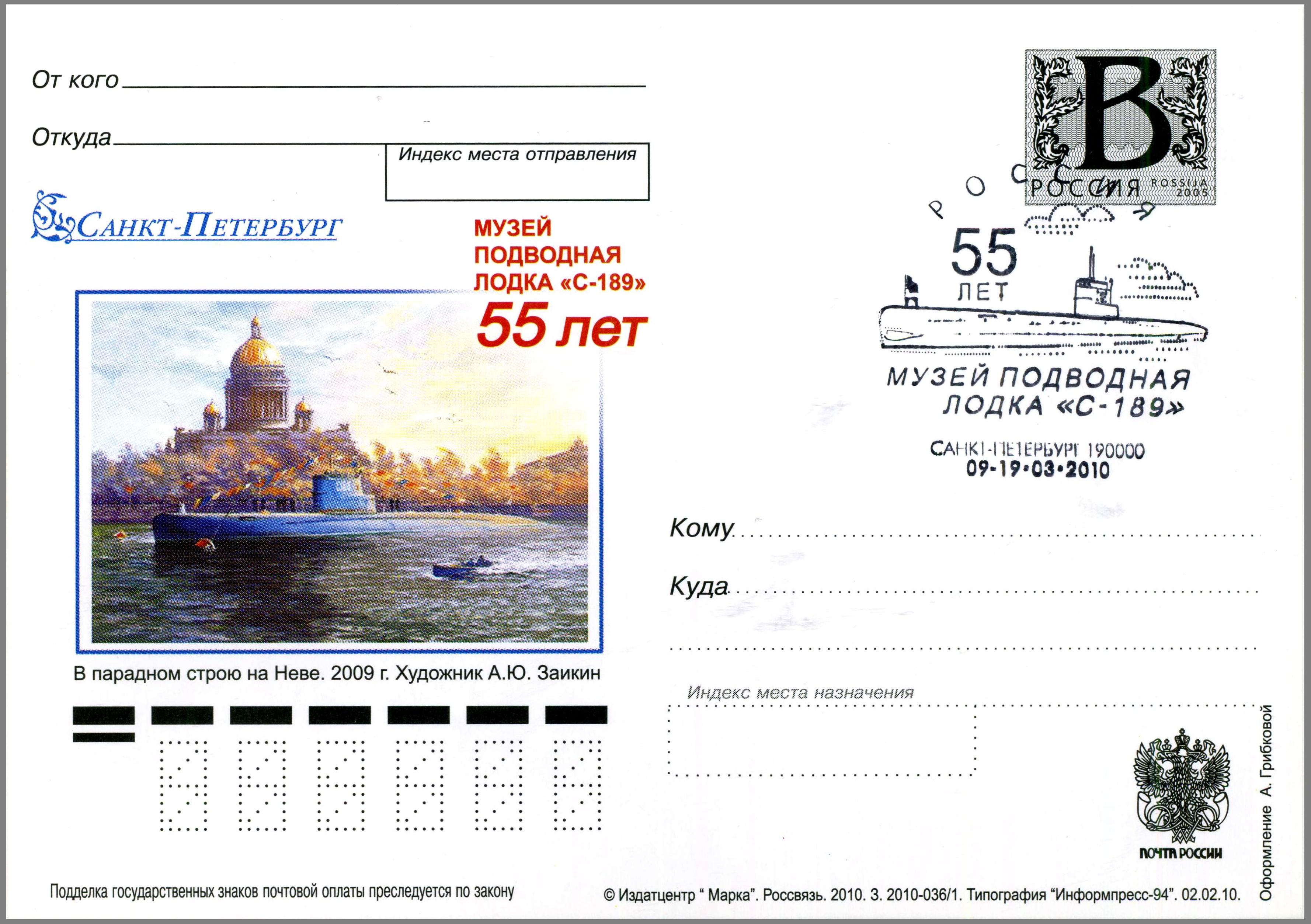
Carte postale commémorative
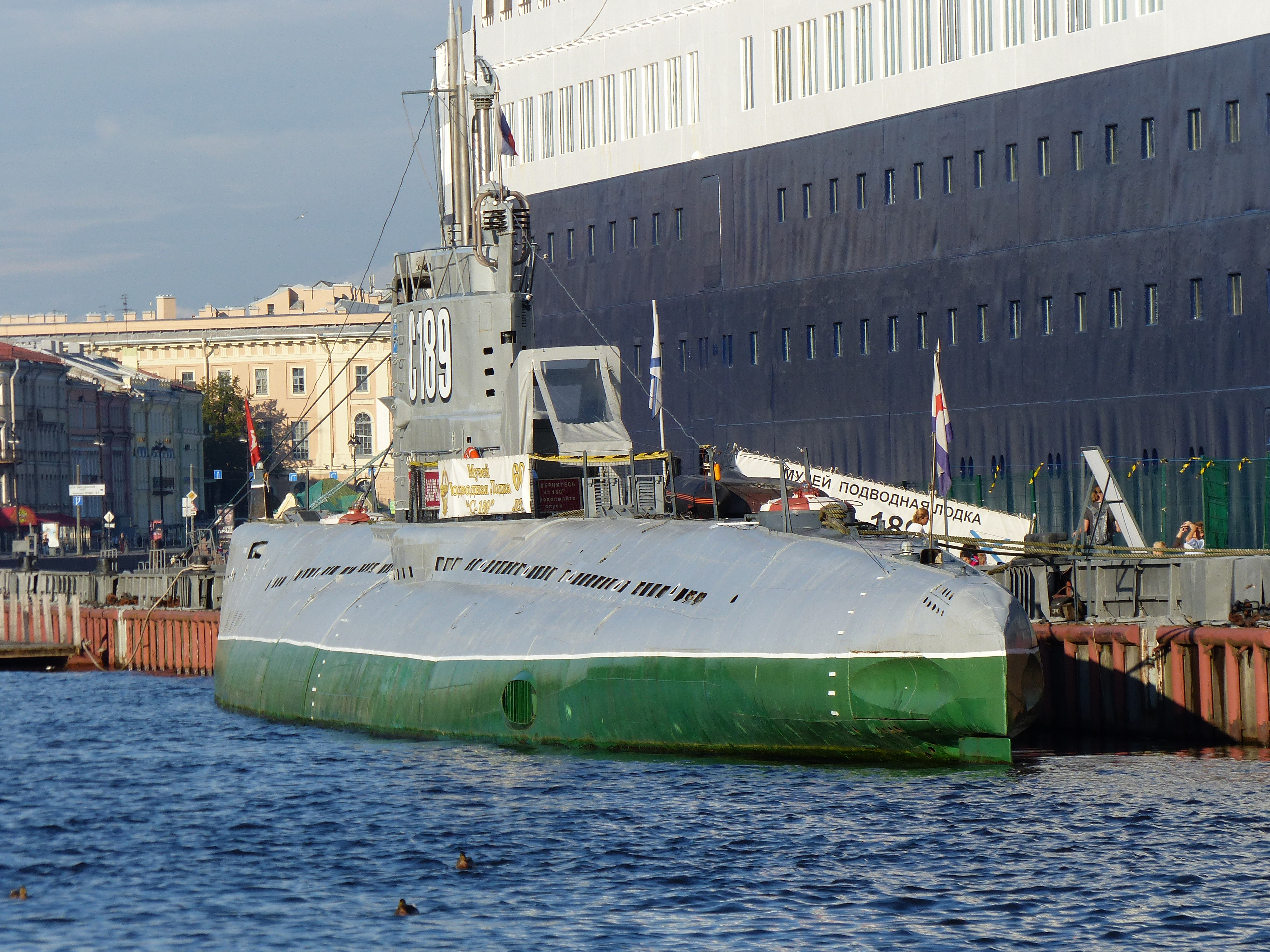
Le sous-marin exposé à Saint-Pétersbourg (2016)
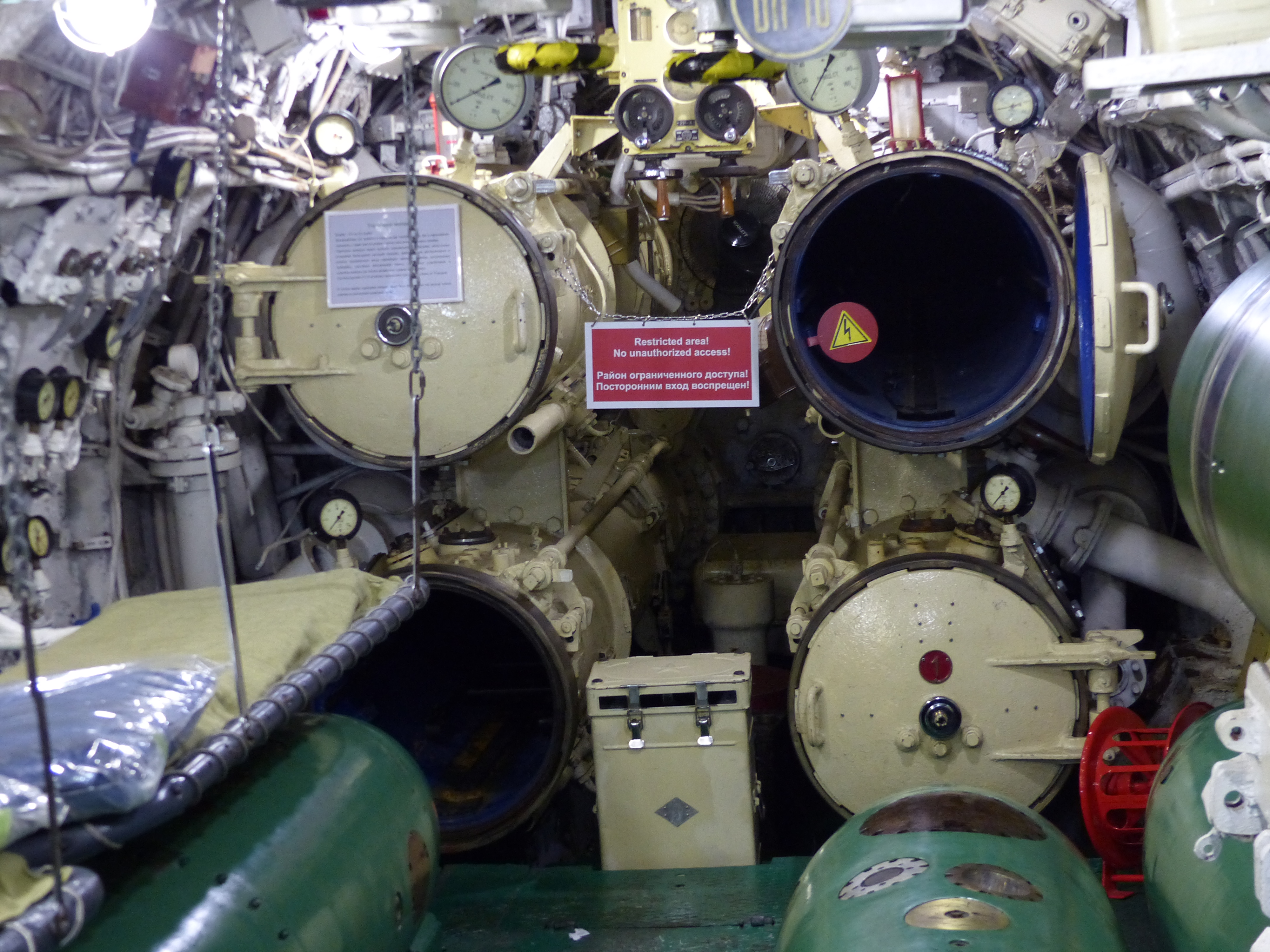
Salle des torpilles